# L.A. (grup)
L.A. és un grup mallorquí de música indie liderat per Lluís Albert Segura. Els altres components de la banda són Dimas Frias (Bateria), Ángel Cubero (Baix) i Pep Mulet (Guitarra).
El grup ja havia editat 4 discs autoeditats però el 2009 signà amb la multinacional Universal Music i seguidament edità el disc que el llençà a la fama: Heavenly Hell. Aquest disc es publicà el 13 d'octubre de 2009. El disc fou enregistrat per Lluís Albert en solitari, que tocà tots els instruments. El primer single fou Hands.
El 2009 tocà al Festival Internacional de Benicàssim. El 17 d'abril de 2012 surt a la venda SLNT FLM, un Extended Play de sis cançons que suposa un canvi radical, gairebé un gir de 360 graus respecte al seu àlbum anterior, Heavenly Hell. No solament en qüestió de so, sinó també en la forma de gestar-ho i de crear-ho.

## Discografia
- 2009 Heavenly Hell
- 2010 Heavenly Hell Naked (Acústic)
- 2012 SLNT FLM (EP)[10]
- 2013 Dualize
- 2015 From the city to the ocean side
- 2016 L.A. (Live at Low Festival) (EP)
- 2017 King of Beasts
- 2021 Evergreen Oak